# Пенчо Милков
Пенчо Пламенов Милков е български политик и адвокат от БСП. Народен представител от коалиция „БСП за България“ в XLIV народно събрание. Бил е общински съветник от БСП в община Русе (2011 – 2017). Кмет на Русе от 2019 г. 

## Биография
Пенчо Милков е роден на 29 юли 1978 г., но поради административни пречки е записан с рожденна дата 31 юли 1978 г. в град Бенгази, Либия. През 2004 г. завършва Юридическия факултет на Русенския университет, а от 2013 г. е доктор по право.
От 2006 г. работи като адвокат по гражданско, търговско и административно право. През 2017 г. защитава магистърска степен по национална сигурност и отбрана във Военната академия „Георги Стойков Раковски“ в София.

### Политическа дейност
На парламентарните избори през 2017 г. е кандидат за народен представител, 3-ти в листата на „БСП за България“ за 19 МИР Русе, откъдето е избран.
На местните избори през 2019 г. е кандидат за кмет на община Русе, издигнат от местна коалиция „БСП за България“, в която участват АБВ, Движение за радикална промяна „Българската пролет“ и Политическо движение „Социалдемократи“. На проведения първи тур получава 19297 гласа (или 35,16%) и се явява на балотаж с кандидата на ГЕРБ Диана Иванова, която получава 13792 гласа (или 25,13%). Избран е на втори тур с 30975 гласа (или 60,53%).